# Alessandro Turchi

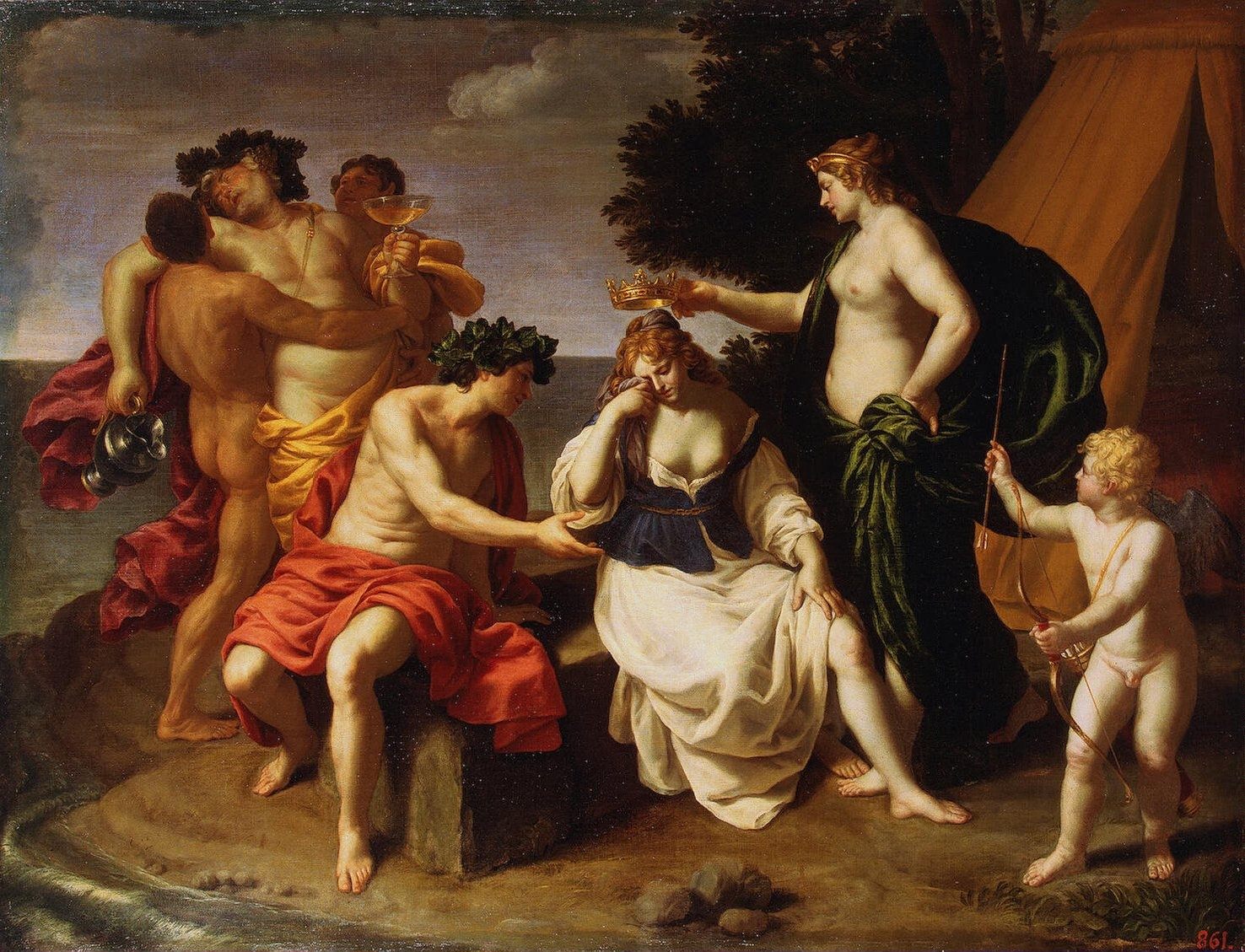
Bacchus és Ariadné

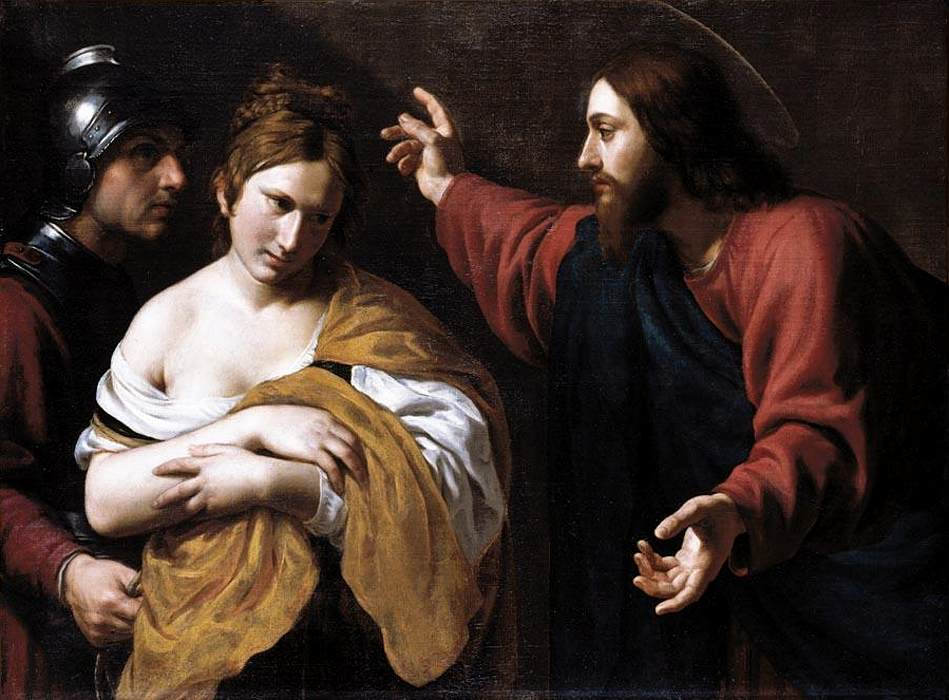
Jézus és a házasságtörő asszony

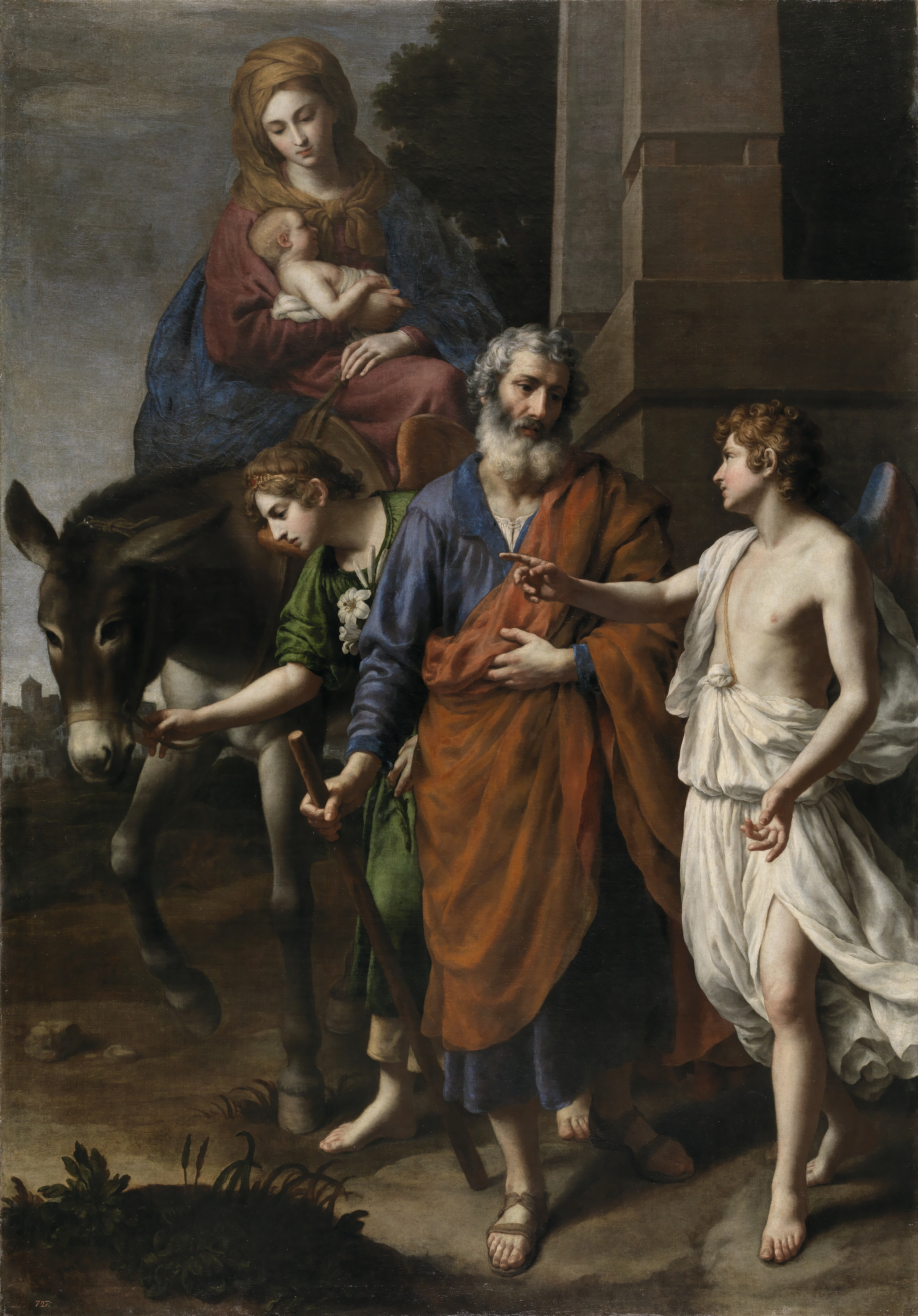
Menekülés Egyiptomba

Alessandro Turchi, művésznevén Orbetto (Verona, 1578 – Róma, 1649. január 22.) itáliai festő a 16–17. században.

## Élete

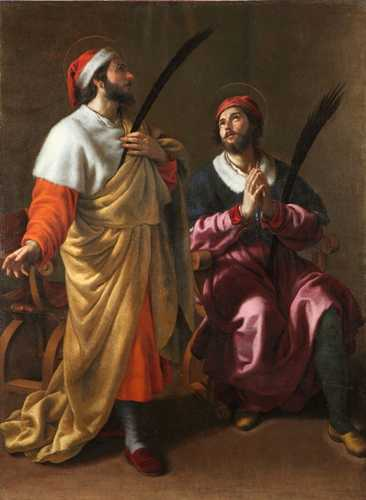
Az orvosszentek: Szent Kozma és Damján

Alessandro Turchi a szülővárosában, Felice Brusasorci műhelyében végezte festői tanulmányait. A tizenhetedik század elejétől fokozatosan önállóan kezdett festeni mestere 1605-ben bekövetkezett haláláig. Ebben az időszakban készített néhány vallásos festményt különböző veronai templomok számára, és valószínűleg néhány alkotást próbakőre (akkoriban a festészetre használt anyag). 1605 után olykor Velence és Mantova városában tartózkodott, amelyek akkoriban vonzó művészeti és kulturális központok voltak. Veronában számos művet festett a helyi arisztokrácia számára (különösen a Giusti grófoknak, akiknek gyűjteményében a művész tucatnyi munkája szerepelt), majd 1609 decemberében hivatalosan is belépett a Veronei Filharmóniai Akadémiára, mestere helyére, aki korábban az Akadémia hivatalos festője volt.
1614 felé Rómába költözött, s haláláig egyfolytában ott maradt. Nem sokkal átköltözése után részt vett a Quirinale-palota Sala Regia aulájána díszítésében, tanítványtársával, Marcantonio Bassettivel (Pasquale Ottino részvétele kizártnak tűnik), Carlo Saraceni irányításával. Scipione Borghese bíborosnak megfestette a Magdolna és az angyalok siratják Krisztust és Lázár feltámasztását (ma is Rómában, a Galleria Borghesében látható). A bíboros mondragonei villájának díszítésén (aki egy ma még lappangó oltárképet rendelt tőle), valamint a Casino del Barco számára is dolgozott. Megfestette a Szent Családot, s balra a negyedik mellékoltár képét a lucinai Szent Lőrinc-bazilikában. Ez a kápolna a fianói Ottoboni hercegeinek (VIII. Sándor pápa családja) adománykápolnája volt, akik pápai levéllel „örök engedményként” birtokolták (címerük ma is látható a bejárat fölött). Orbetto nagyon ragaszkodott szülővárosához, továbbra is szent természetű festményeket küldött a templomok mellékoltáraira és mitológiai tárgyúakat néhány híres veronai gyűjteménybe, mint például a Gherardini, a Curtoni és a Muselli. Legfontosabb védnöke Gaspare Gherardini márki, a Svéd Krisztina-templom művészeti informátora volt. Utolsó évei telve voltak sikerekkel: 1637-ben az Accademia di San Luca hercegévé, 1638-ban pedig a Virtuosi al Pantheon Congregazione tagjává nevezték ki.
1623-ban feleségül vette Lucia San Giulianót, s számos gyermekük született. Cecilia nevű lánya 1640-ben feleségül ment Giacinto Gimignani festőhöz, akinek művei olykor egyértelműen hasonlítanak apósának munkáira.

### Megítélése
Alessandro Turchi életében és a halálát követő évszázadokban is nagyra becsült festő volt. Eleinte a Scaligeri arisztokraták rendeltek vásznakat töle palotáikba, de a római megrendelők és a Rómába vonzódók is számos művet rendeltek nála (például Szent Katalin misztikus házasságát, amelyet jelenleg Párizsban, a Louvre Múzeum őriz, valamint Szent Kozma és Damján képét,   amelyet ma is a Szent Cosma és Damiano gyógyítók conversanói templomában őriznek. Ezt Giangirolamo II Acquaviva d'Aragona megbízásából Ascanio Filomarino, Nápoly leendő érseke és a bíboros számára, aki idősebb Antonio Barberini kamaramestere volt ). Műveit már a XVII. században külföldre, Bajorországba és Franciaországba küldték: I. Miksa bajor választófejedelem és bajor herceg, Richelieu és Mazarin bíborosok birtokolták műveit. Ez utóbbinak különben hat képe volt a veronai festőtől, köztük a Krisztus és a házasságtörő nő.

## Bibliográfia
- Daniela Scaglietti Kelescian (szerk.): Alessandro Turchi detto l'Orbetto (1578-1649), Milánó, Electa, 1999
- Davide Dossi: Ottino(sic!) ifjúsága és egy kiadatlan festmény, Proporzioni, 7/8, 2006/07 (2009), 67–80. o.
- Davide Dossi: Agostino és Gian Giacomo Giusti gyűjteménye, Verona Illustrata, 2008. 21., 109–126. o.
- Davide Dossi: Alessandro Turchi és Fabrizio Valguarnera, Paragone, 62, 2010, 64–70. o.
- Davide Dossi, Megfontolások az úgynevezett „teológiai erények” körül, Alessandro Turchi: a bíboros, a költő és a festő, Arte Veneta, 67, 2010, 157–162. o.
- Davide Dossi: Memorie dall'antico nell'opera di Alessandro Turchi: il caso della Niobe gruppo, Medicea, 10, 2011, 50–57. o.
- Davide Dossi: Alessandro Turchi a XVII. századi Franciaországban: munkák, piac, megbízások, ArtItalies, 2013. 19., 10–21. o.
- Davide Dossi: Bajor rendelés a XVII. században: Carlo Saraceni, Marcantonio Bassetti és Alessandro Turchi, Storia dell'arte, 134, 2013, 89-101.mo.
- Davide Dossi: Scipione Borghese árnyékában: Alessandro Turchi Costanzo Patriziért és néhány további pontosítás, Arte cristiana, 101, 2013, 460–466. o.
- Davide Dossi: Alessandro Turchi festészeti ízlése Franciaországban a XVIII. században, ArtItalies, 20, 2014, 51–59. o.
- Davide Dossi: Gaspare Gherardini, Alessandro Turchi „különös mestere és védelmezője”, Storia dell'arte, 139, 2015, 38–47. o.
- Davide Dossi: Alessandro Turchi az angol királyi gyűjteményekben: kiegészítések és pontosítások, Arte Cristiana, CIII, 886, 2015, 45–48. o.
- Davide Dossi: A veronai Curtoni kollekció kiegészítése: Alessandro Turchi festmény allegóriája, Arte Veneta, 70, 2015, 235-237. o.
- Davide Dossi: Alessandro Turchi és festészet rézre: néhány hipotézis Alessandro Peretti Montalto és Federico Cornaro gyűjtéséhez, ARTE Documento 33, 2017, 162-169. o.
- Daniela Scaglietti Kelescian Scaglietti Kelescian (szerk.), Daniela. Alessandro Turchi detto l’Orbetto 1578-1649. Verona: Scripta edizioni (2019). ISBN 978-8831933-59-9

## Fordítás
Ez a szócikk részben vagy egészben  az   Alessandro Turchi című olasz Wikipédia-szócikk ezen változatának fordításán alapul.  Az eredeti cikk szerkesztőit annak laptörténete sorolja fel. Ez a jelzés csupán a megfogalmazás eredetét és a szerzői jogokat jelzi, nem szolgál a cikkben szereplő információk forrásmegjelöléseként.